# イトヨ
イトヨ（糸魚 Gasterosteus aculeatus）は、トゲウオ科に分類される魚。イトヨ属の魚全体を指すこともある。ここではニホンイトヨ、太平洋系陸封型イトヨ、太平洋系降海型イトヨの3種について記載されている。日本に生息するイトヨ属の一種であるハリヨは、「ハリヨ」で詳細が記載されている。
日本のイトヨ属の魚は4種に分かれる。そのうち3種は長年同一視されて「イトヨ」と呼ばれ、もう1種は「ハリヨ」と呼ばれてきた。その後イトヨは太平洋系と日本海系に分類され、その後太平洋型は2型に細分された。近年はそのうちの太平洋系陸封型をさらに細分する動きが出てきている。

## 日本のイトヨ3種
イトヨ属は北半球の亜寒帯に広く分布する。このうち3種が日本でも見られる。ただし、3種の学名と分類は混乱している。ニホンイトヨと太平洋系はおよそ200万年前に分化したものと思われる。

### ニホンイトヨ
サハリン、千島列島、沿海州と朝鮮半島東岸、日本に分布し、日本では北海道、長崎県以北の日本海側、千葉県以北の太平洋側。淡水域で生まれ、海域で育つ遡河回遊型。繁殖期は3-5月で、水田周りの小川まで遡上し産卵する。鱗板数は32-35。
別名：春告魚（新潟県）、トンギョ・トゲウオ（北海道）、絲魚、イトウオ（石川県）、タアジ・カワアジ・ケンジャッコ・ハリタテ・ケンギョ（鳥取県，島根県東部）、タカツボ（京都府）

### 太平洋系陸封型イトヨ
北海道大沼、青森県、福島県会津田島、栃木県那須、福井県大野。淡水域で生まれ育つ陸封型。夏の水温が20℃を下回り湧水を起源にもつ水の澄んだ細流や池に生息する。繁殖期は4-8月。鱗板数は18-34と少ない。
別名：ハリウオ・ヒヤカシ（栃木県）、トンギョ・トゲウオ（北海道）

### 太平洋系降海型イトヨ
北太平洋沿岸部に広く分布し、日本では北海道の太平洋側。鱗板数は32～35。
別名：トゲウオ・トンギョ（北海道）、アイウシチェプ（アイヌ語，「とげ 生えている 魚」の意味）、ロコム（アイヌ語，「三本の それ 帯びる」の意味）、イトウオ（絲魚）、トゲウオ（トゲウオ科の総称）

## 形態
全長は10センチメートルほど。ただし太平洋系陸封型は5-7センチメートルで比較的小さい。体は木の葉のように左右に平たい。背中には背びれの棘条が3本離れて発達し、さらに腹に2本、尻びれ付近にも1本とげがある。うろこはないが、トゲウオ科特有の鱗板が体の側面に並び、骨質化した尾柄部隆起骨を有する。体色は褐色だが、成熟したオスは体が青っぽくなり、のどから腹部にかけて赤色の婚姻色を発現させる。ニホンイトヨは、体側の鱗板は連続しているが、体後半部の鱗板は発達しておらず、尾柄部では鰭状となっている。

## 生態
若い個体は群れで生活し、動物プランクトンや小型の甲殻類などを捕食して成長するが、婚姻色を発現させたオスは縄張りを作り、同種のオスを激しく追い払うようになる。同時にオスは縄張り内の川底に穴を掘って水草の根などを集め、トンネル状の巣を作り、メスを誘って産卵をおこなう。オスは産卵後も巣に残って卵を保護する。寿命は1年で、オスメスとも産卵が終わると死んでしまうが、まれに生き残って2年目の繁殖に参加する個体もいる。海では沿岸部や内湾、潮だまりなどでくらす。

## 敵対的行動
また、繁殖期のオスに様々な模型を近づける実験では、たとえ形が似ていなくても体の下面が赤ければ攻撃行動を起こしている。このことから、オス同士を対面させても同様の行動を起こすことが分かる。
これらは、本能的な行動として、教科書にも登場している。

## 利用
新潟県ではニホンイトヨが、天ぷら、から揚げなどで利用されてきたが、最近はほとんど捕れなくなってきている。

## 交雑
岩手県大槌町では東日本大震災による津波の引き波で太平洋系陸封型イトヨが川の下流に運ばれ、春に海から遡上してきたニホンイトヨと自然交雑している。

## 保全状態評価
日本では、2020年版の環境省レッドリストで、ハリヨが絶滅危惧IA類（CR）、福島県以南の太平洋系陸封型イトヨと本州のニホンイトヨが「絶滅のおそれのある地域個体群 (LP) 」に記載されている。